# Gertrude di Hamage
Gertrude di Hamage (560 circa – 6 dicembre 649) fu la fondatrice e prima badessa dell'abbazia di Hamage; è venerata come santa dalla Chiesa cattolica.
Fu la sposa di Ricomero, patrizio borgognone e probabilmente la madre di Bertrude (†618 o 619), regina dei Franchi quale seconda moglie di Clotario II.

## Biografia
Secondo la Synopsis Franco Merovingicae, scritta alla fine del XII secolo da Andreas Silvius, monaco dell'abbazia di Marchiennes, era figlia di Teodobaldo, duca di Douai. Se l'esistenza di Teodobaldo ed il suo titolo di duca non sono in discussione, la specificazione di "duca di Douai" è messa in dubbio.
Il nome di Teodobaldo, di Gertrude e di Gerberg portati da una delle figlie, indicano appartenenza agli Agilolfingi. Cronologicamente Teodobaldo potrebbe essere uno dei fratelli di Garibaldo, primo duca di Baviera.

## Matrimonio e figli
Ella andò sposa a Ricomero, patrizio Borgognone, dal quale ebbe:
- un figlio per il quale lo storico Jacques Pycke propone il nome di Ricomero,[3] ma secondo Settipani, questo secondo Ricomero è il risultato dell'errore di sdoppiamento di un solo personaggio con quel nome.[4]
- una figlia di nome Gerberga, madre di:[1]
  - Adalbaldo († 642), duca, marito di Santa Rictrude, badessa dell'abbazia di Marchiennes, e padre delle sante Eusebia, Clodsinda e Adalsinda e di san Mauronto di Douai;[5]
  - Ercinoaldo († 658), maestro di palazzo di Neustria;[6]
- probabilmente una figlia, Bertrude, andata sposa al re Clotario II e madre di Dagoberto I, re dei Franchi[7][8].

## Vedovanza e morte
Rimasta vedova Gertrude si ritirò nella vita religiosa e, dietro consiglio di sant'Amando, fondò l'abbazia di Hamage. Ella morì il 6 dicembre 649 e la sua pronipote, sant'Eusebia (v. 636 - 16 marzo 689) le successe come badessa. Le sue reliquie nel 686 o nel 691 furono trasferite a Marchiennes.